# 2391 Tomita
A 2391 Tomita (ideiglenes jelöléssel 1957 AA) a Naprendszer kisbolygóövében található aszteroida. Karl Wilhelm Reinmuth fedezte fel 1957. január 9-én.